# شهرستان لژی
شهرستان لژی (به لاتین: Lezhi County) یک منطقهٔ مسکونی در چین است که در زیانگ واقع شده‌است.